# Teatro Toniolo
Il Teatro Toniolo è un teatro italiano situato a Mestre, in piazzetta Cesare Battisti.

## Storia
Il progetto della costruzione del teatro è dell'ingegner Giorgio Francesconi assistito dall'architetto Mario Fabbris, mentre la ditta costruttrice fu la ditta Bonfiglio - Tradati e C. di Milano. Il teatro originariamente avrebbe dovuto chiamarsi "Regina Elena", ma alla fine prese il nome dai suoi proprietari. Il Teatro Toniolo fu inaugurato il 30 agosto 1913 con una rappresentazione del Rigoletto.
La struttura al suo interno aveva grandi finestre che illuminavano ed aeravano il teatro, in grado di ospitare fino a mille persone. Il soffitto era ornato dal dipinto a tempera di Alessandro Pomi Il Trionfo di Apollo, mentre verso il boccascena c'erano due statue che sorreggevano un orologio, attorniate da cariatidi.
Negli anni Trenta agli spettacoli in prosa si affiancavano spettacoli di intrattenimento di generi differenti, come la boxe (per la quale veniva montato un ring sul palcoscenico), ma anche spettacoli di circensi, giocolieri e acrobati.
Nel 1951 venne trasformato in un cinema e l'operazione comportò importanti interventi di modifica. I due ordini di palchi vennero eliminati e sostituiti con una grande galleria sostenuta da una struttura in cemento armato, che nei restauri successivi non verrà eliminata per questioni di statica.
Negli anni ottanta l'amministrazione comunale promosse una rivalutazione culturale che ripristinò l'uso dell'edificio per rappresentazioni teatrali e per concerti. Dal 1989 al 1992 la direzione artistica del teatro fu affidata a Giorgio Gaber, la cui gestione vide un incremento notevole del numero degli abbonati; l'autore concluse tuttavia il mandato in polemica con il pubblico e le istituzioni locali.

Nel 1992 venne formato il Teatro Stabile del Veneto, cui il Teatro Toniolo afferiva, diventando parte di un sodalizio tra Comune di Venezia, Comune di Padova e Regione Veneto.

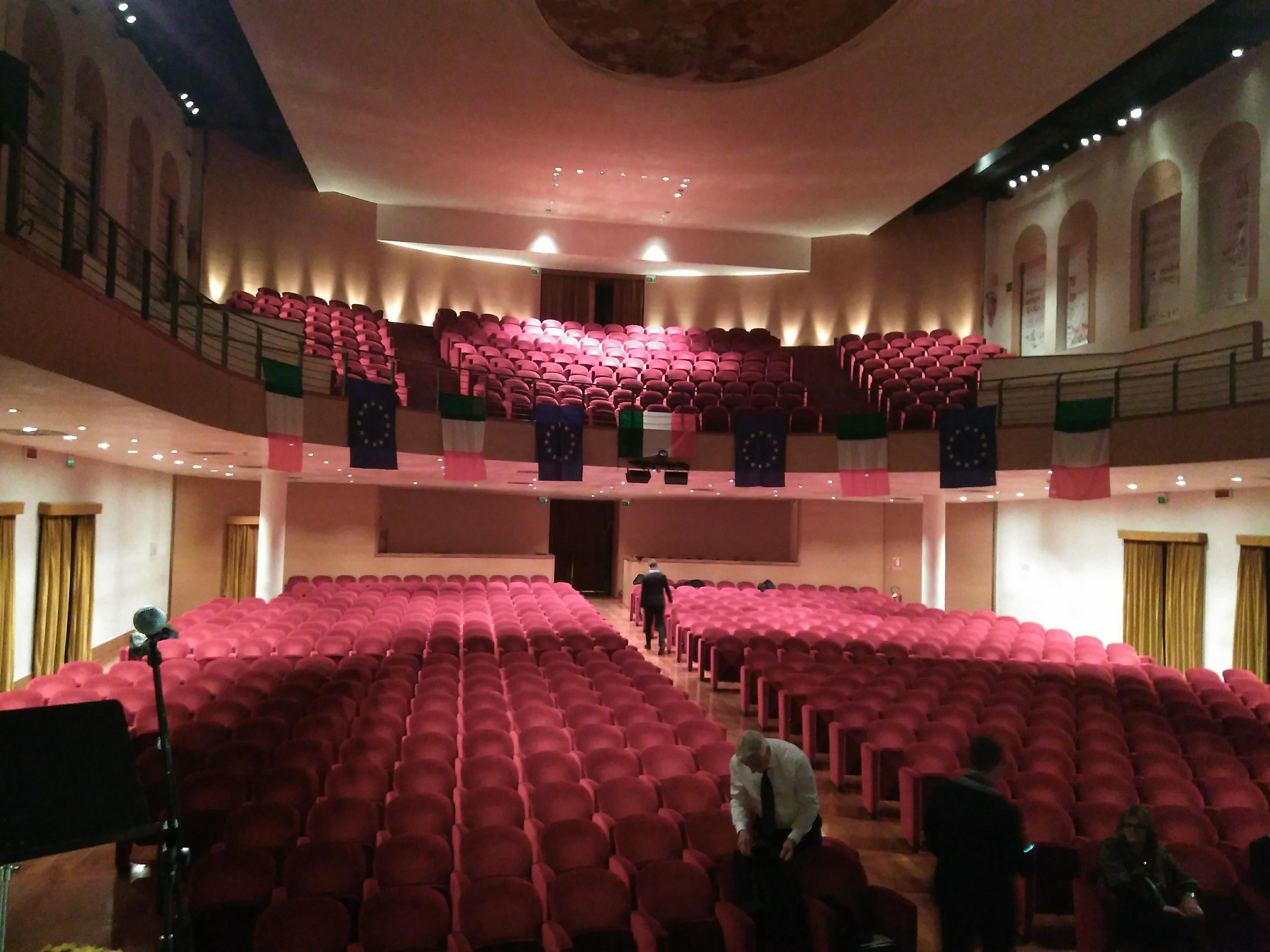
L'interno del teatro Toniolo a Mestre

Il teatro prima in affitto, venne comprato dal Comune di Venezia tramite la società Immobiliare Veneziana.
Negli anni 2001-2007 è stata realizzato un importante intervento di restauro e adeguamento (arch. Giovanni Leone) per riportare il teatro a una struttura più simile a quella originaria. Sul controsoffitto della sala sono stati riportati alla luce il dipinto del Pomi e il marmorino originale. Anche l'edificio secondario che ospita i camerini è stato sottoposto a consolidamento statico con la ricucitura delle mura, l'integrazione delle sottofondazioni e l'integrale sostituzione dei solai. La ristrutturazione è stata completata senza mai interrompere l'attività teatrale.